# Cul-de-sac (film 1966)
Cul-de-sac è un film del 1966 diretto da Roman Polański, vincitore dell'Orso d'Oro al Festival di Berlino.

## Trama
Il gangster Richard sta spingendo un'auto su una strada nei pressi del mare, mentre il suo collega Albert è all'interno, ferito al ventre nel corso di una rapina precedentemente fallita.
Rimasti isolati a seguito dell'innalzamento della marea, Richard e Albert, seguendo una linea telefonica, giungono a un castello arroccato su uno sperone di roccia, che è collegato alla terraferma da una strada rialzata. Il castello è abitato da George, un ex industriale nevrotico, e dalla sua seconda moglie Teresa, una giovane avvenente francese dal passato turbolento.
Prima di interrompere la linea telefonica Richard contatta il suo boss Katelbach, chiedendogli di venire a prelevarlo in qualche modo, e nell'attesa sequestra i due ostaggi.
Albert muore per le ferite riportate. Richard lo seppellisce aiutato da Teresa, poi i due si ubriacano insieme. Richard  crea con i suoi ostaggi un gioco delle parti in cui trapelano le più oscure paure e i sentimenti celati dei tre, in cui ognuno di loro si rivela, entrando per brevi momenti in una inaspettata sintonia, che termina rovinosamente ogni volta in discussioni e violenza. George non riesce a contenere la sua paranoia e Teresa è ambigua e provocatrice con Richard, che a sua volta diventa sempre più violento.
Arrivano ospiti inaspettati e sgraditi amici di George a complicare il quadro. Richard si fa passare nel ruolo di un servitore, mentre Teresa prosegue i suoi flirt con uno degli ospiti, Cecil. Mentre tutti quanti sono a cena il giovane figlio di uno degli ospiti trova un fucile appartenente a Cecil, e inizia a giocarci agitandolo davanti agli invitati terrorizzati. Dal fucile parte un colpo rompendo una finestra, dacché George spazientito toglie il fucile dalle mani del ragazzino e ordina agli ospiti di andarsene, compreso Cecil, che dimentica di prendersi il fucile ancora carico.
Richard capisce che il suo boss, Katelbach, non lo verrà a prendere al che decide di usare l'automobile di George per poter raggiungere la terraferma di nuovo accessibile. George rifiuta di lasciarlo andare e i due si mettono a litigare finché Teresa non riesce a sottrarre la pistola di Richard e darla a George che, non riuscendo più a sopportare gli ordini di Richard, va in escandescenze e gli spara contro diversi colpi; al che Richard, pur ferito, provvede a prendere un mitragliatore dalla sua macchina in panne che aveva nascosto nel pollaio del castello, ma troppo debole per usarlo, collassa morente ridendo. Facendo ciò però spara il caricatore contro l'auto di George, facendola esplodere. Terrorizzata dall'idea di poter essere accusati dell'omicidio di Richard (e per il timore di ritorsioni da parte degli uomini di Katelbach), Teresa insiste disperatamente di abbandonare il castello ma George rimane immobile e muto, in stato di shock. All'improvviso, vedendo la macchina arrivare, Teresa temendo possa essere il capo di Richard, non sapendo che quest'ultimo lo aveva abbandonato al suo destino e così, si nasconde impaurita in un piccolo armadio. Si scopre però che l'arrivato è il realtà Cecil, ritornato per riprendersi il fucile che aveva dimenticato, che si offre di accompagnare la coppia via dal castello, ma George rimane senza risposta. La coppia si allontana così nella notte e George in uno stato di rabbia incontrollata e isterica devasta il suo studio correndo poi verso la spiaggia.
Alle prime luci dell'alba, George, oramai solo, siede piangendo e invocando la precedente moglie, Agnese, in attesa della marea.

## Temi e interpretazioni
Come il precedente film di Polanski. Repulsione, rilasciato l'anno prima, Cul-de-sac esplora i temi dell'orrore, del senso esistenziale di claustrofobia, della frustrazione sessuale e dell'alienazione, che diventeranno caratteristiche ricorrenti nei successivi film del regista, soprattutto con Rosemary's Baby e L'inquilino del terzo piano.
Cul-de-sac è stato spesso paragonato, per tono e per tematiche, alle opere di Samuel Beckett e Harold Pinter, due similitudini rese più evidenti dalla scelta del cast, Jack MacGowran era infatti un attore apprezzato per le sue interpretazioni delle opere teatrali di Beckett e Donald Pleasence aveva interpretato il ruolo del protagonista Davies alla prima assoluta de Il guardiano, scritta da Pinter. Il titolo tedesco del film inoltre è Wenn Katelbach kommt (Quando arriva Katelbach), sottolineando la somiglianza con le opere di Beckett e in particolare Aspettando Godot.

## Location e riprese
Il film è stato girato nel 1965 interamente in loco sull'isola di Lindisfarne (conosciuta anche come Isola Santa o Holy Island) al largo della costa di Northumberland, nell'Inghilterra nord-orientale. Il castello di Lindisfarne, in cui sono ambientati gli interni del film, è ora proprietà del National Trust ed è visitabile al pubblico; nonostante gli anni, l'edificio e i paesaggi circostanti sono ancora quasi del tutto identici a come si vede nella pellicola.
Roman Polanski raccontò che le riprese del film furono particolarmente ardue date dalla location inospitale e dal continuo maltempo, inoltre le riprese furono ulteriormente funestate dalle continue discussioni che ebbe con gli attori e per continui problemi avuti con la crew a causa della sua scarsa dimestichezza all'epoca con la lingua inglese, a tal punto che ammise di aver seriamente preso in considerazione l'idea di abbandonare il mondo del cinema. Nonostante ciò, a film ultimato si definì particolarmente soddisfatto del risultato definendo le esperienze avute durante le riprese "un'aggiunta al linguaggio poetico del cinema".
Donald Pleasence rivelò che i rapporti tra il regista con il cast e la crew erano così tesi e turbolenti che nel corso delle riprese venne eletto a capo di una delegazione per andare abitualmente da Polanski per dirgli di abbandonare il suo comportamento egocentrico e esigente (un giorno, ad esempio, Polanski fece ripetere per sedici volte a Lionel Stander la scena in cui beve una pinta di latte). Pleasence raccontò, "Era necessario farlo. Polanski era l'unica primadonna di quel film".

## Riconoscimenti
- Orso d'Oro al Festival di Berlino